# Северотюрингский диалект

Диалекты Тюрингии

Северотюрингский диалект (нем. Nordthüringisch) — диалект немецкого языка, принадлежащий к тюрингско-верхнесаксонским диалектам. Распространён на севере Тюрингии, близко к нижненемецкой границе.
Для диалекта характерны долгие i и u как в словах Wien (Wein) и Huus (Haus), местоимения ha, mi (er, wir), образование множественного числа существительных при помощи -s как в слове Maachens (Mädchen). Встречаются нижненемецкие слова poten и trecken. Характерные для тюрингских диалектов особенности, как e → a в словах asse, Laawen (essen, Leben) или произнесение nd как ng в слове finge (finden), также отчётливо наблюдаются.